# جاهلیت
جاهلیت از مفاهیم مصطلح در اسلام و نامی است که به حالت فکری مردم عرب، پیش از ظهور اسلام، داده شده‌ است. این واژه در قرآن هم هست، اگر چه تفسیرهای متفاوتی از آن شده‌ است. تاریخ‌دانان و پژوهشگران تاریخ نیز، گاه این واژه را برای اشاره به جامعه عربستان پیش از اسلام بکار می‌برند.
بر اساس خوانشِ سنتی در اسلام، در دوران جاهلیت، مردم شبه جزیره عربستان، بت می‌پرستیدند و برایش قربانی تقدیم می‌نمودند؛ تا اینکه با ظهور دین اسلام، آئین بت‌پرستی برچیده شد. در مقابل پژوهش‌های مبتنی بر باستان‌شناسی، نظری متفاوت در بابِ این دوران را ارائه می‌دهند که بر اساس آن در سرزمین اعرابِ قبل از اسلام، نه تنها از قرنِ چهارمِ میلادی به بعد نشانه‌ای از بت‌پرستی وجود ندارد، بلکه حضور کتیبه‌های یهودی و مسیحی نیز پُرشمار است.
به‌طور کلی، آغاز و میانه و پایان دوران معروف به جاهلیت، مورد اختلاف دانشمندان اسلامی است. برخی آن را فاصله میان نوح و ادریس، و برخی دیگر زمان میان آدم و نوح و گروهی نیز زمان میان موسی و عیسی دانسته‌اند. جمعی نیز جاهلیت را عصر عیسی تا محمّد پنداشته‌اند. به هر صورت پایان این زمان را گاه ظهور محمد و گاه فتح مکه گفته‌اند.

## اختلاف در معنای جاهلیت
در سده ۱۹م/۱۳ق، گلدزیهر، با نظر نویسندگان مسلمان مخالفت کرد و چنین اظهار داشت که «جهل» در دوران پیش از اسلام، نه در مقابل «علم» که در مقابل «حلم» می‌نشسته‌ است. نظر گلدزیهر را بسیاری پسندیدند؛ در زمینه تاریخ ادبیات عرب که خواه ناخواه با عنوان «عصر جاهلی» آغاز می‌شود، نویسندگان باختر به همین نظریه گرایش یافتند. بلاشر و ویر و نویسندگان «دائرةالمعارف اسلام» و دیگران نیز آن را کاملاً پذیرفته‌اند.
اما ایزوتسو با بهره‌گیری از پژوهش‌های گلدزیهر، بیش از همه به موضع پرداخته، و با استناد به روایات معروف اسلامی نتیجه گرفته‌ است که جاهلیت در نظر پیامبر و مردم آن روزگار دوره‌ای نبود که گذشته باشد، بلکه حالت روانی خاصی بود که با برآمدن اسلام، دامن درکشیده بود، اما آثارش همچنان در جامعه عرب‌ها می‌توانست مشاهده شود.

## پژوهش‌های تاریخی و باستانی در بابِ این دوران
محمدعلی امیرمعزی بر اساس پژوهش‌های خودش و دیگر پژوهش‌گران، به تأثیر یکتاپرستی کُتُبِ مقدس در سرزمین اعراب اشاره می‌کند و می‌گوید:
«برخلاف آنچه که به شکل متاخر دفاعیه‌های مسلمانان ابراز داشتند، در سرزمین اعراب قبل از اسلام ملقب به «دوران جاهلیت»، نه هرج و مرج و بت‌پرستی بود، و نه اسلام آغاز یکتاپرستی عربی بود. چندخدایی احتمالاً طی قرن‌های متمادی در آنجا وجود نداشته‌ است، مگر اینکه شاید به شکل کلی در میان برخی از بادیه‌نشینانِ کوچ‌نشین وجود داشته‌است.»
بر اساس این پژوهش‌ها، حجاز پیش از اسلام، محل حضور و برخورد ادیان و تمدن‌های مختلف، از یهودیت و مسیحیِ سریانی تا ادیان ایرانی و اتیوپی بوده‌ است.
به گفته کریستیان روبَن، باستان‌شناس، کتیبه‌شناس و متخصص تاریخ اعراب قبل از اسلام، از قرن چهارمِ بعد از میلادِ مسیح، هیچ نشانهٔ باستانی از حضور سنت‌های بت‌پرستی در سرزمین عربستان یافت نمی‌شود؛ در مقابل سنگ‌نبشته‌های یهودی و مسیحی فراوانی آنجا یافت می‌شود؛ به‌ویژه در جنوبِ سرزمین عربستان و در دوران‌هایی از ابرهة بن صباح و حمیر که حضور این ادیان را در سطح بالایی از مفهوم، می‌توان مشاهده کرد.

## تقسیم‌بندی جزیره عرب
در آن دوران جزیره عرب به سه قسمت تقسیم شده بود که عبارتند از:
- بلاد الحجر: در شمال شرقی جزیره عرب و مابین «فلسطین» و شرق «دریای سرخ»، که به نام «البتراء» معروف بود. امروزه این منطقه، در کشور اردن واقع شده‌است.
- بلاد العرب السعیدة: که در قلب‌ها و شرق‌های صحرای بزرگ عرب، «صحرای دهنا»، واقع شده‌است، و در مغاره‌های کوه‌های آن، قبائل عرب کوه‌نشین زندگی می‌کرده‌اند.
- باقی‌مانده شبه جزیره عرب: مانند حجاز، یمن، «بلاد العرب السعیدة» (بلاد عرب خوشبخت)، سرزمین پهناوری از کرانهٔ دریای سرخ، تا باب‌المندب، که شامل حضرموت و عمان در کرانهٔ اقیانوس هند بود. این اقلیم شامل مناطق کوهستانی حجاز، و همچنین مناطق شنی مانند ربع الخالی و فلات نجد، مکه، مدینه، جده در کرانهٔ دریای سرخ، و شهر عدن در کرانهٔ اقیانوس هند بوده است. این اقلیم مناطق گسترده‌ای مانند «ساحل حضرموت»، «الأحساء» و «خلیج عدن» در ساحل کرانهٔ اقیانوس هند را در بر می‌گرفته‌است.

## قبائل عرب
تاریخ نویسان، قوم عرب را به سه طبقه تقسیم نموده‌اند که عبارتند از:
- العرب البائدة: کسانی هستند که نابود شده‌اند، فقط نامی از آن‌ها مانده‌است، و هیچ تاریخی از آن‌ها بر جای نمانده‌ است، به جزء نقاطی محدود مانند: «عاد»، «ثمود»، و «طسم و جدیس». (آنان احتمالاً قبل از تاریخ زندگی می‌کرده‌اند)
- العرب العاربة: این‌ها عرب جنوب یمن هستند، و نسب ایشان به «قحطان الیمن بن هود» می‌رسد. مشهورترین قبائل آنها عبارتند از: «حمیر»، «أزد»، «زبید»، «مذحج»، «طیء»، «خثعم»، «الغساسنة» و «بجلیه».
- العرب المستعربة: این‌ها از نسل «عدنان بن إسماعیل بن إبراهیم» (عدنانیان) هستند. مشهورترین قبائل آن‌ها عبارتند از: «قریش»، «تمیم»، «هوازن»، «ثقیف»، «باهله»، «عبس» و «ذبیان»، «بکر»، «عنزه» و غیره.